# Brandon Stell
Pour les articles homonymes, voir Stell.
Brandon Stell est un neuroscientifique, chercheur américain du CNRS, et fondateur du site PubPeer,.

## Carrière scientifique
Après avoir effectué un doctorat à l'université de Californie de Los Angeles, il effectue un post-doc durant deux ans à Paris. En poste au CNRS depuis 2008, Brandon Stell co-dirige depuis 2019 une équipe du laboratoire SPPIN (Saint-Pères Paris Institute for Neurosciences) à l'Université Paris-Cité.

## Site PubPeer
En 2012, Brandon Stell fonde le site PubPeer d'une manière anonyme. Il est rejoint par son homologue britannique Boris Barbour de l'École normale supérieure de Paris, également neuroscientifique,. Le site permet de commenter d'une manière anonyme des articles publiés dans des revues scientifiques afin d'encourager la discussion des résultats. Trois ans après la mise en ligne du site, Brandon Stell révèle publiquement son identité en concédant « je pense qu'il sera très difficile de rester anonyme pour toujours ». De même, la révélation des identités de ses partenaires leur permet de solliciter des financements pour améliorer et développer leur site hébergé en Californie.  
En France, le  site a permis de révéler des inconduites et des fraudes scientifiques particulièrement dans le domaine de la biologie[réf. souhaitée]. 
Dans une tribune au Monde, Brandon Stell et Boris Barbour défendent une auto-correction centralisée et anonymisée afin de promouvoir de nouvelles formes de discussions ouvertes, publiques pour faciliter la rectification, voire la rétraction des articles scientifiques. En science, la rétractation signifie que les résultats présentés sont jugés nuls et non avenus.
Il précise que PubPeer applique des règles strictes, notamment concernant les commentaires qui doivent être argumentés et basés sur des faits. 
Un chercheur médical, Fazlul Sarkar, a assigné à révéler toutes les informations dont le site disposait pour propos diffamatoires, et notamment fournir les adresses IP à partir desquelles des commentaires ont été publiés. À la suite de ce procès, Brandon Stell affirme que l'anonymat est une condition nécessaire pour émettre des commentaires et souhaite renforcer l'anonymat sur le site grâce aux fonds de donation.